# Soubor staveb ve stylu viktoriánské gotiky a art deco v Bombaji

Mapa kulturního světového dědictví:

Soubor budov ve stylu viktoriánské gotiky a art deco v Bombaji je název jedné z indických památek světového kulturního dědictví UNESCO. Všechny budovy pocházejí z koloniálního období v druhé polovině 19. století a v první polovině 20. století. Plocha chráněného území je 66,34 ha. Památka UNESCO sestává ze skupiny 94 historických staveb a otevřené zelené plochy náměstí Oválného Majdanu. Budovy jsou částečně ve viktoriánském stylu 19. století a částečně ve stylu Art Deco z první poloviny 20. století. Některé stavby z přelomu století jsou v „indo-saracénském stylu“ a jiné, většinou z počátku 20. století, jsou řazeny do tzv. eduardovského stylu.

## Historický kontext
Od roku 1661 byla Bombaj v anglické, později britské moci. Od roku 1668 ji měla pronajatou Britská východoindická společnost. Společnost vyvinula původně malou osadu na administrativní a obchodní centrum a Bombaj se stala hlavním městem Bombajské prezidentství, které ve svém největším rozsahu od 19. století zahrnovalo velké části dnešního pobřeží Indie a Pákistánu. V 19. století, poté, co Britové upevnili svou moc v Indii, porazili soupeřící indická knížata a vytlačili soupeřící evropské koloniální mocnosti (zejména Francii), se Bombaj proměnila z opevněné obchodní stanice v jedno z největších indických měst a „bránu Indie do světa“ (viz Brána Indie) nejen ve vztahu k obchodu, ale v mnoha případech také z kulturního hlediska. Po indickém povstání v roce 1857 byl majetek Východoindické společnosti přeměněn na korunní kolonii Britská Indie a ta byla povýšena na císařství. V následné fázi vrcholného imperialismu byla silná touha po reprezentativních budovách, které měly symbolizovat britskou nadvládu v Indii. Městský rozvoj Bombaje utvářeli zejména dva guvernéři: John Elphinstone (guvernér 1853-1860) a Henry Bartle Frere (guvernér 1862-1867). V 50. a 60. letech 19. století bylo zbouráno staré opevnění a pro stavební záměry tím byla zpřístupněna nová plocha. Od 60. letech 19. století navíc začala systematická rekultivace města a na uvolňované ploše byly realizovány stavby univerzity, soudu, banky, úřadů, atd.
Druhá městská expanze v centru Bombaje se konala na první polovině 20. století, kdy byly v letech 1928–1942 získány větší plochy půdy zasypáváním moře v rámci programu „Backbay Reclamation Scheme“. Do konce roku 1929 to bylo 223 ha. Ve stejné době si architektonický styl Art Deco našel cestu do Bombaje. Zpočátku byly v tomto stylu rozvíjeny oblasti západně od zelených ploch Oval Maidan a Churchgate a od 40. let 20. století se rozvíjela také pobřežní oblast Marine Drive. Architektonická změna také odrážela společenskou změnu v Bombaji spojenou se vznikem střední třídy vzdělané na Západě, novým pojetím oddělení domova a práce a bydlením v bytových domech. Po nezávislosti Indie v roce 1947 architektura ve stylu art deco v Indii z velké části skončila, protože nový ministerský předseda Džaváharlál Néhrú upřednostňoval modernismus jako indický moderní architektonický styl.

## Popis
Viktoriánský nebo anglo-indický styl v podstatě odpovídá anglické novogotice s architektonickými prvky, jako jsou věže, věžičky, špičaté oblouky, trojlístky, čtyřlístky, chrliče a klenby. Do tohoto gotického stylu jsou zakomponovány tradiční indické prvky, např. střechy s terakotovými taškami, otevřené balkony, figurální reliéfy s muži v turbanech a indických krojích, verandy atd. Stavební materiál a stavební dělníci, kteří práce prováděli, pocházeli z Indie. Stavebním materiálem byl především čedič těžený v regionu Dekánské plošiny, zatímco vápenec z okolí města Pórbandaru byl použit pro dekorativní prvky a fasády. V tomto stylu byly postaveny komplexy budov University of Mumbai, Bombay High Court, Municipal Corporation Building a Chhatrapati Shivaji Terminus.
Budovy ve stylu Art Deco byly postaveny ve 30. a 40. letech 20. století na nových pozemcích získaných v rámci Backbay Reclamation Scheme (získání pevniny zasypáním mořského zálivu) z 20. let 20. století. V té době to byly první budovy ve stylu Art Deco v Indii. Jako stavební materiál byl použit železobeton, který byl částečně kombinován s tradičními stavebními materiály, jako jsou cihly a dlažební kostky. I zde byly použity indické prvky ze dřeva, mramoru a dlaždic, což vedlo k celkovému stylu, který byl označován jako „Indo-Déco“. O budovách ve stylu Art Deco v Bombaji se říká, že jsou „největší souvislým souborem budov ve stylu Art Deco východně od Suezu“.
Indo-saracénský styl byl styl populární na přelomu století a pokus o vytvoření „všeindického“ stylu. Zde byly použity indické architektonické prvky (většinou ty z Mughalského období), jako jsou kupole, čhatrí, konzoly, minarety, džalis a džárókhá. Výrazným příkladem tohoto architektonického stylu je bývalý Majestic Hotel.
Eduardovský sloh (po Eduardovi VII., vládl v letech 1901–1910) byl směsí novorenesance a neoklasicismu, který využíval klasických fasád s příslušnými stylistickými prvky (štíty, korintské sloupy, vysoké pilastry, klasické motivy nad okny. V tomto stylu bylo postaveno jen několik budov, mimo jiné National Gallery of Modern Art.

## Fotogalerie

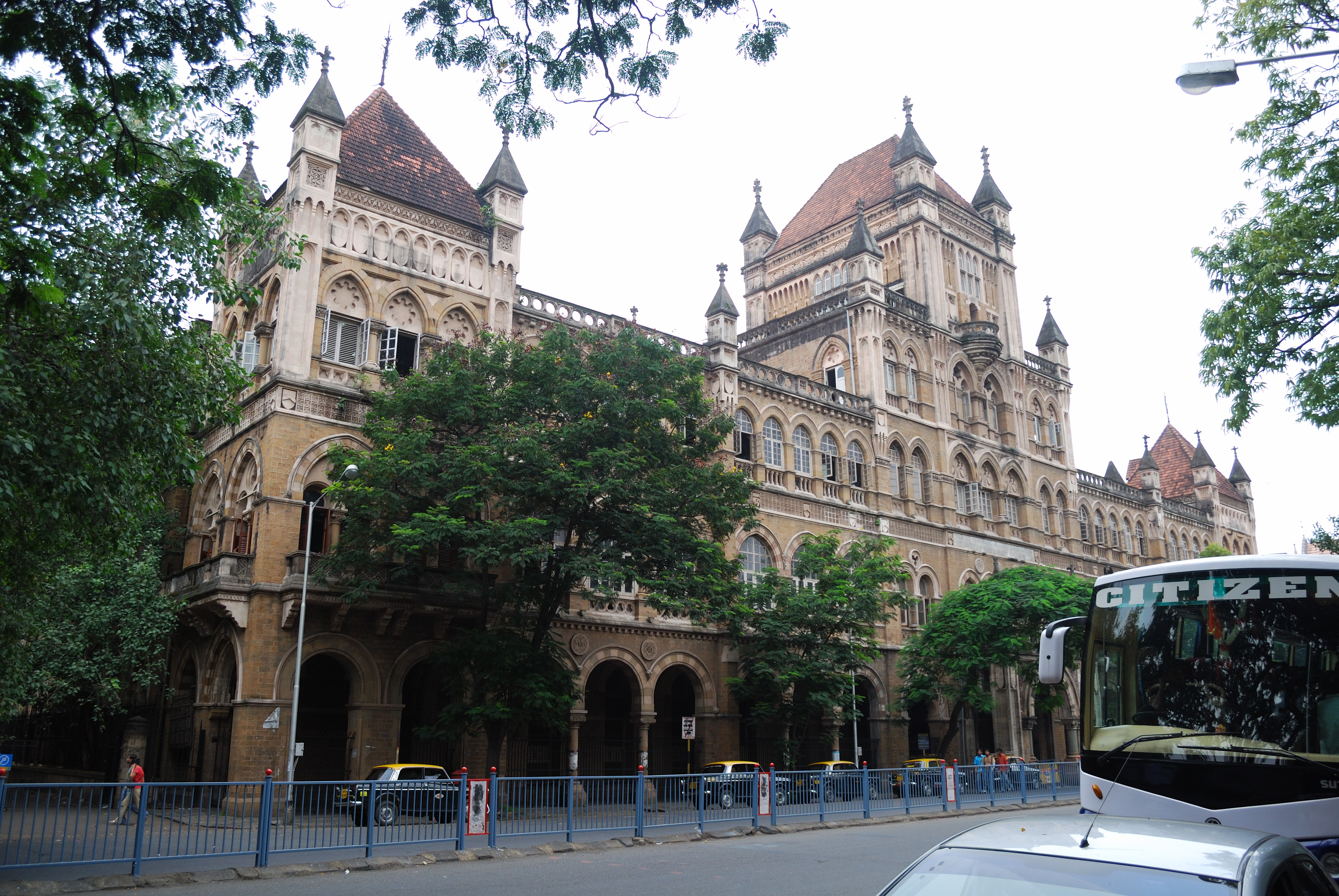
Elphinstone College (1888, viktoriánská neogotika)
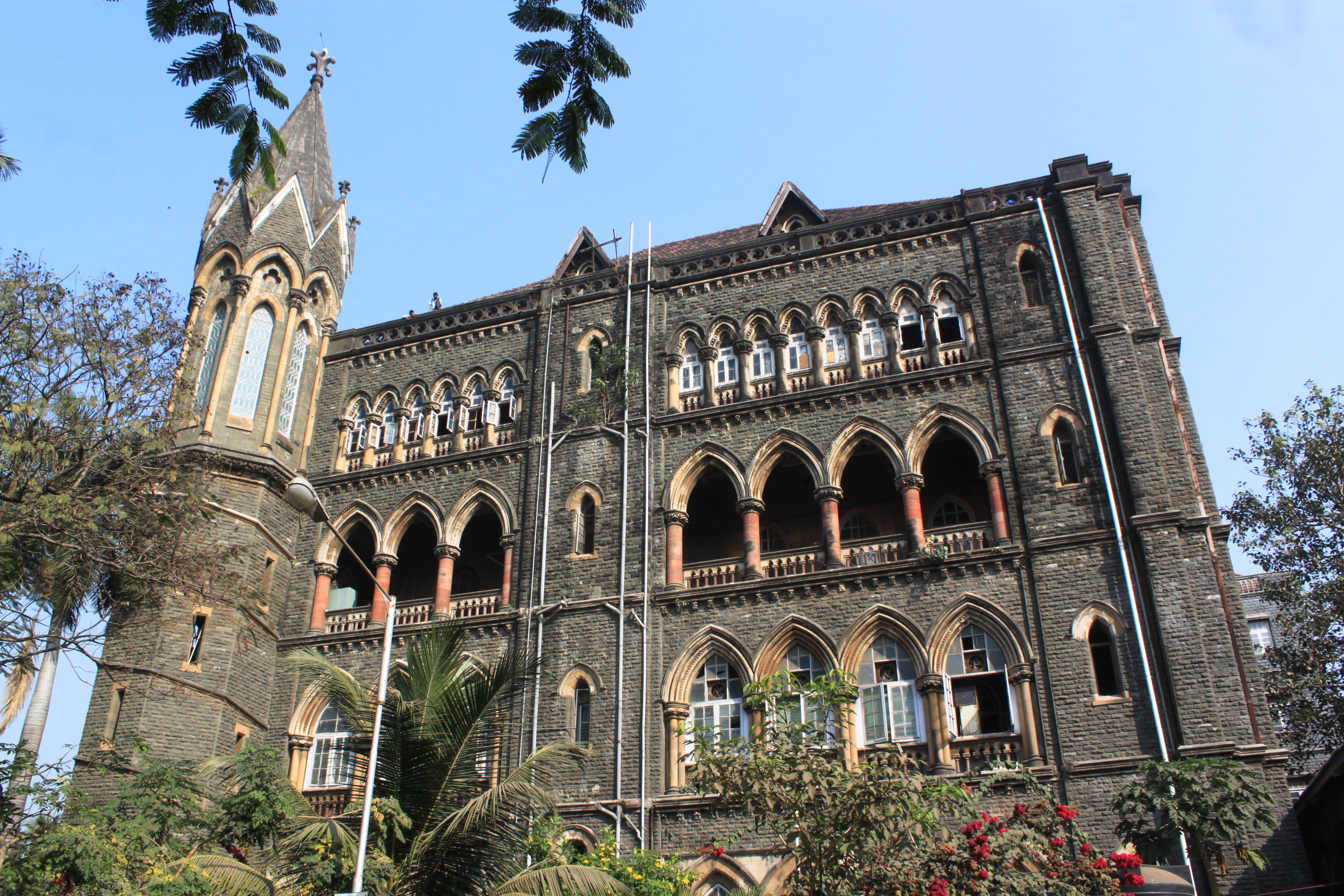
Gebäude des Bombay High Court (1871–1878, anglo-indický styl)
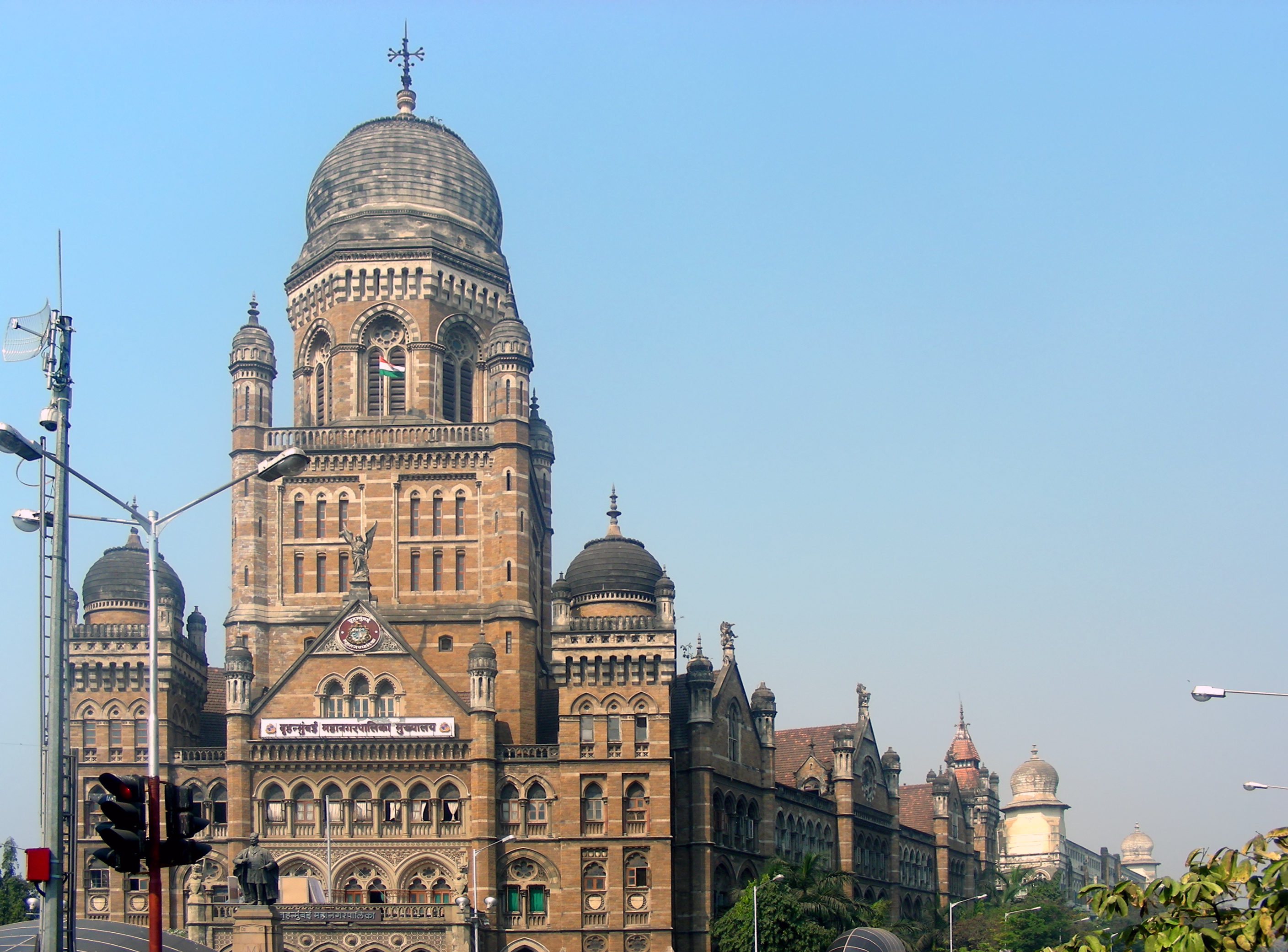
Municipial Corporation Building (1884–1893, anglo-indický styl)
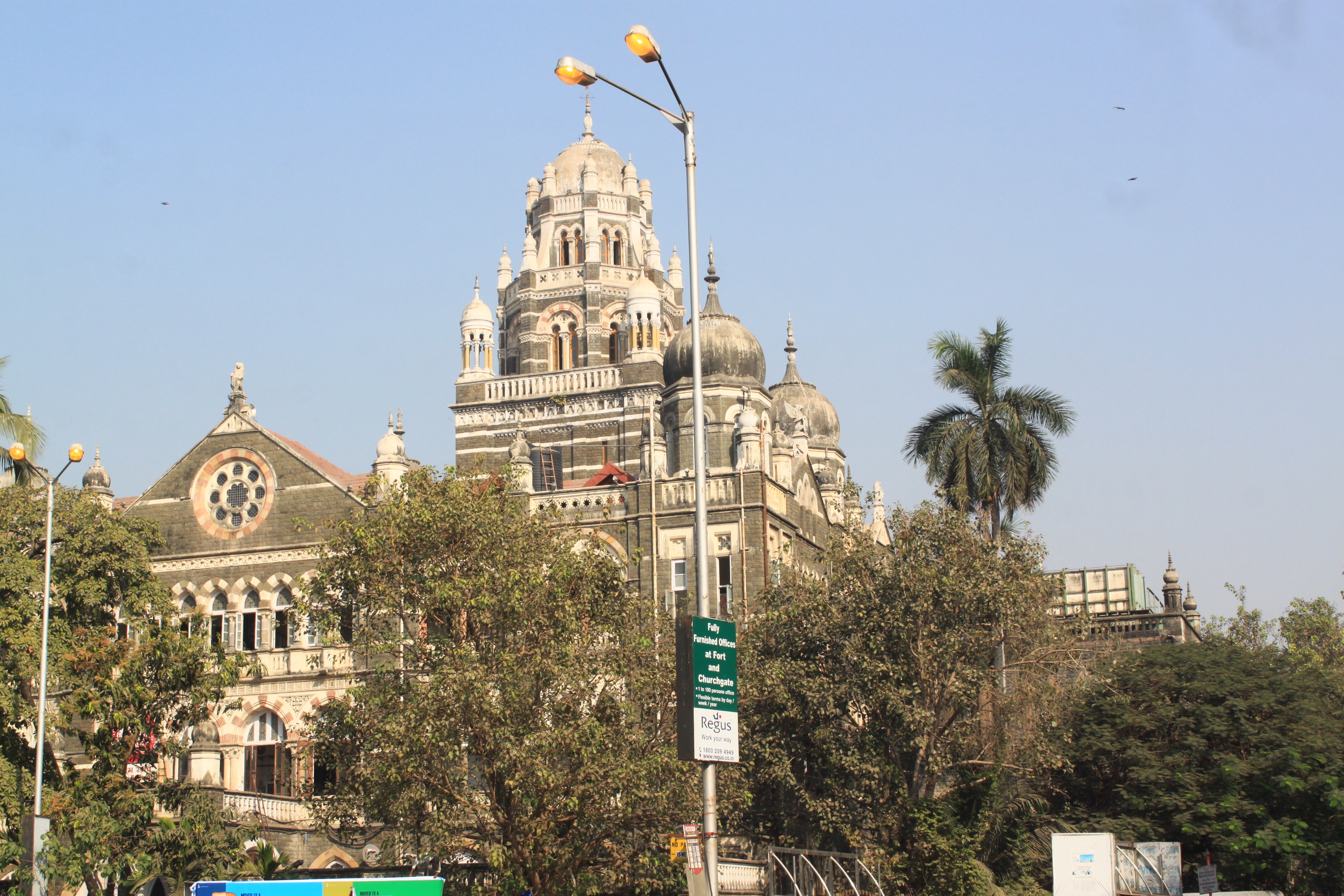
Western Railway-Verwaltungsgebäude (1894–1899, indo-saracénský styl)
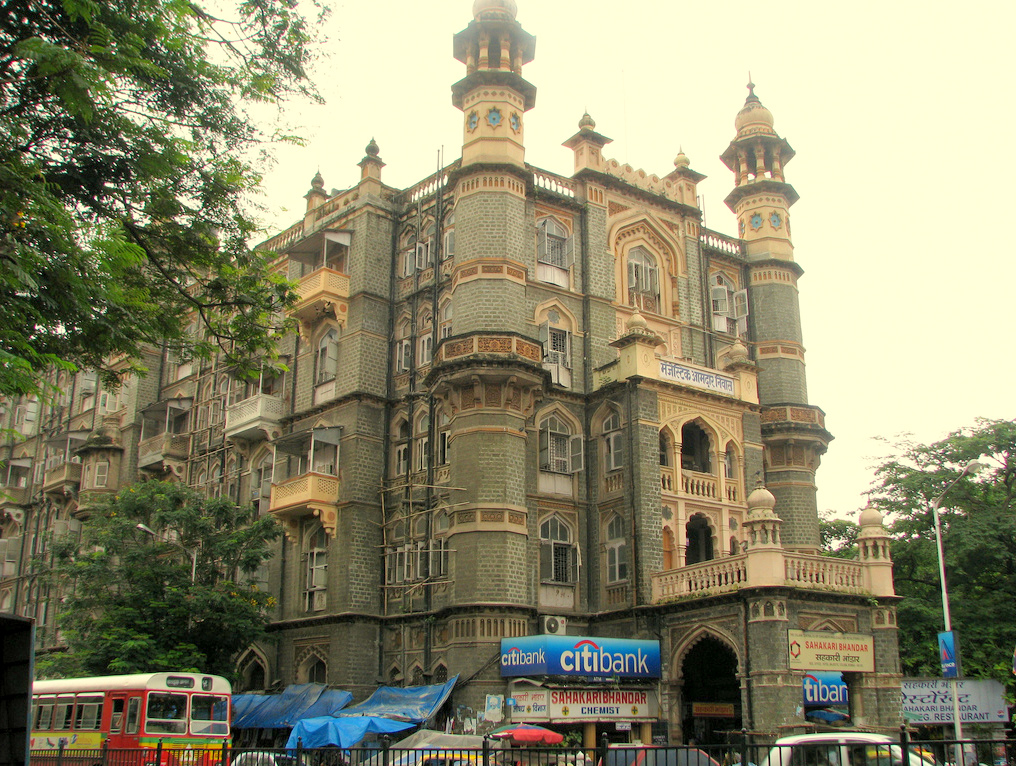
Ehemaliges Majestic Hotel (1909, indo-saracénský styl)
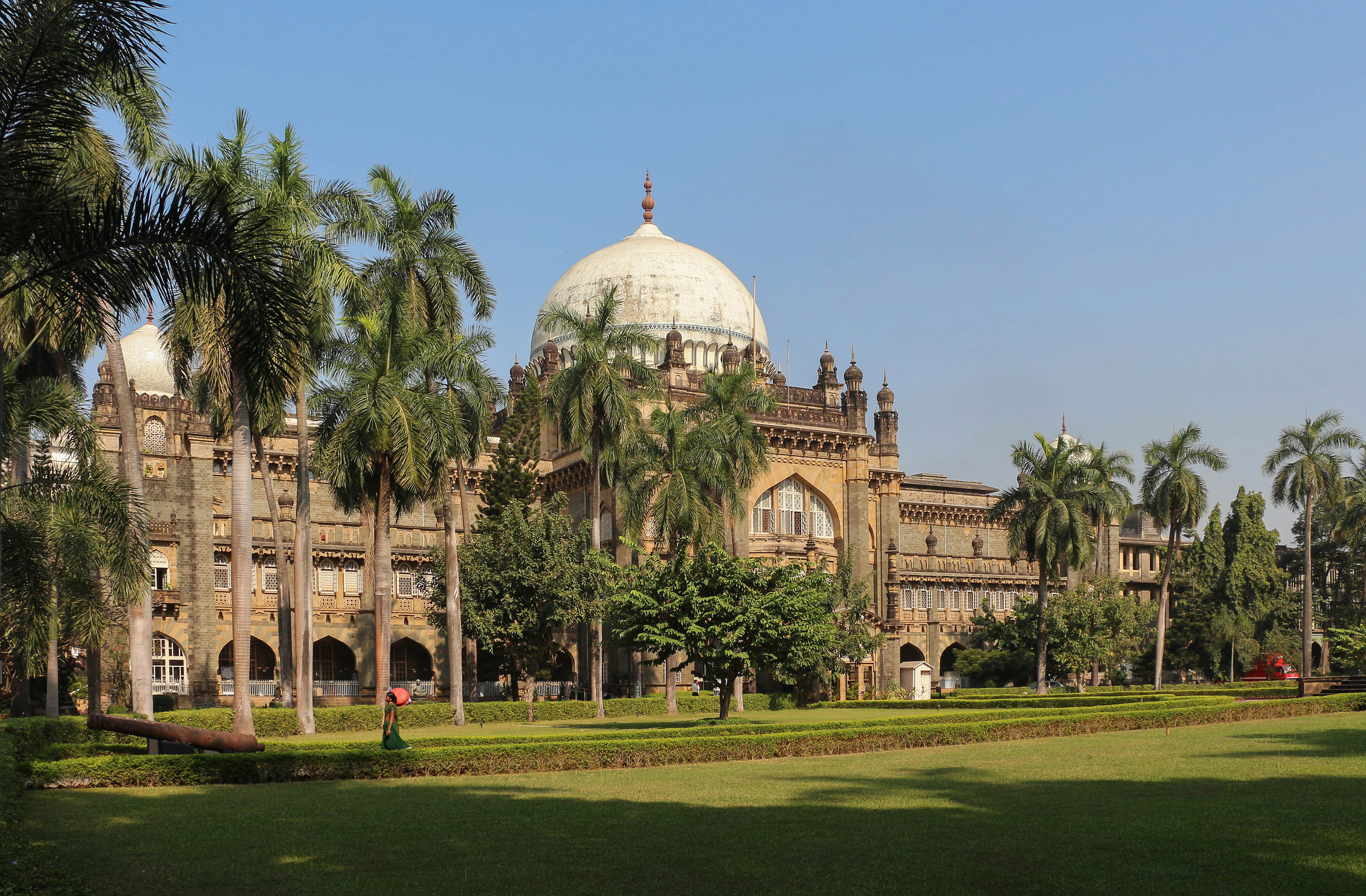
Prince of Wales Museum (indo-saracénský styl)
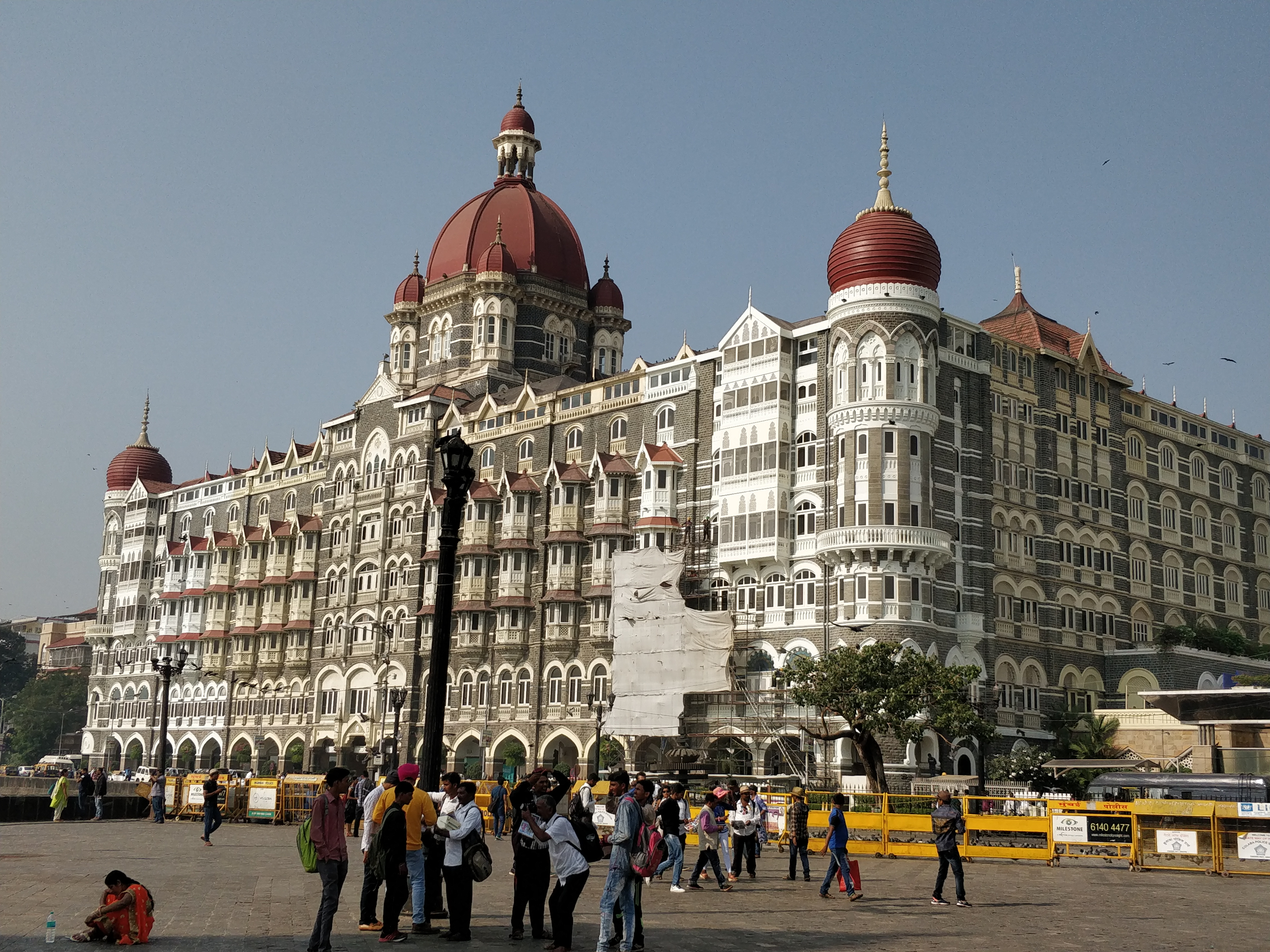
Taj Hotel (otevřen 1903 eröffnet, směs indo-saracénského a eduardského stylu)
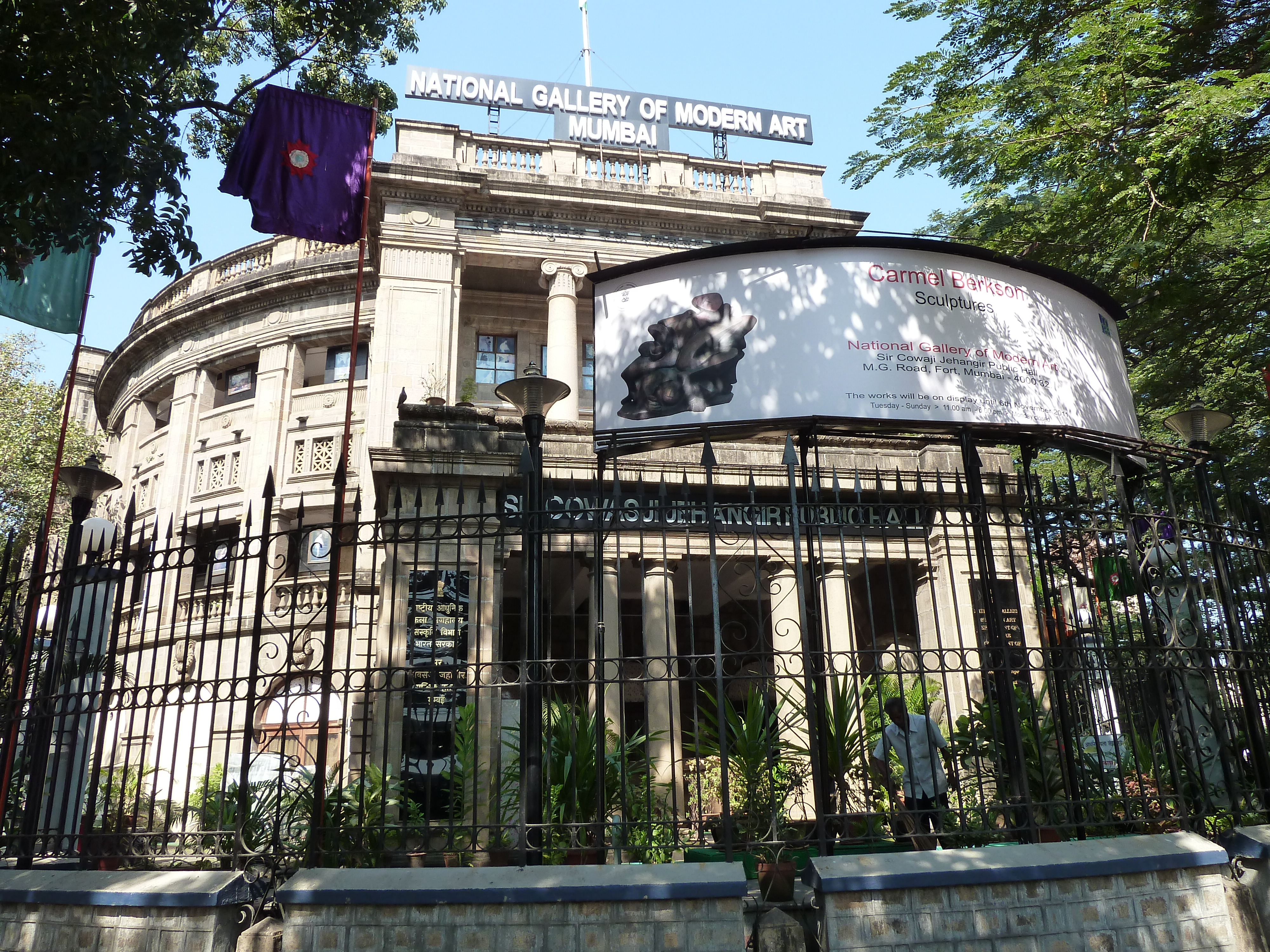
National Gallery of Modern Art (Eduardský styl)
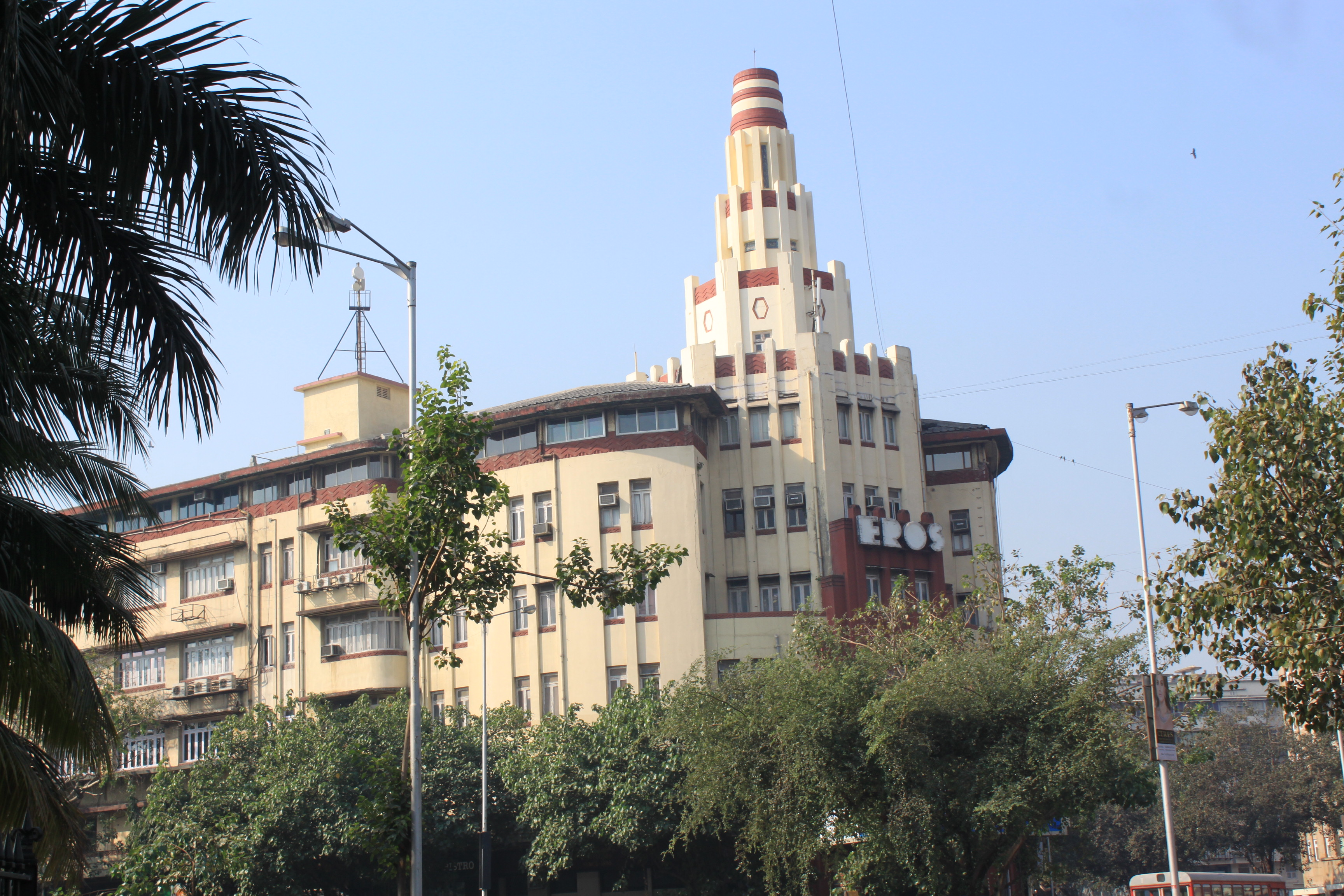
EROS Cinema (Art eco, 1935–1938)
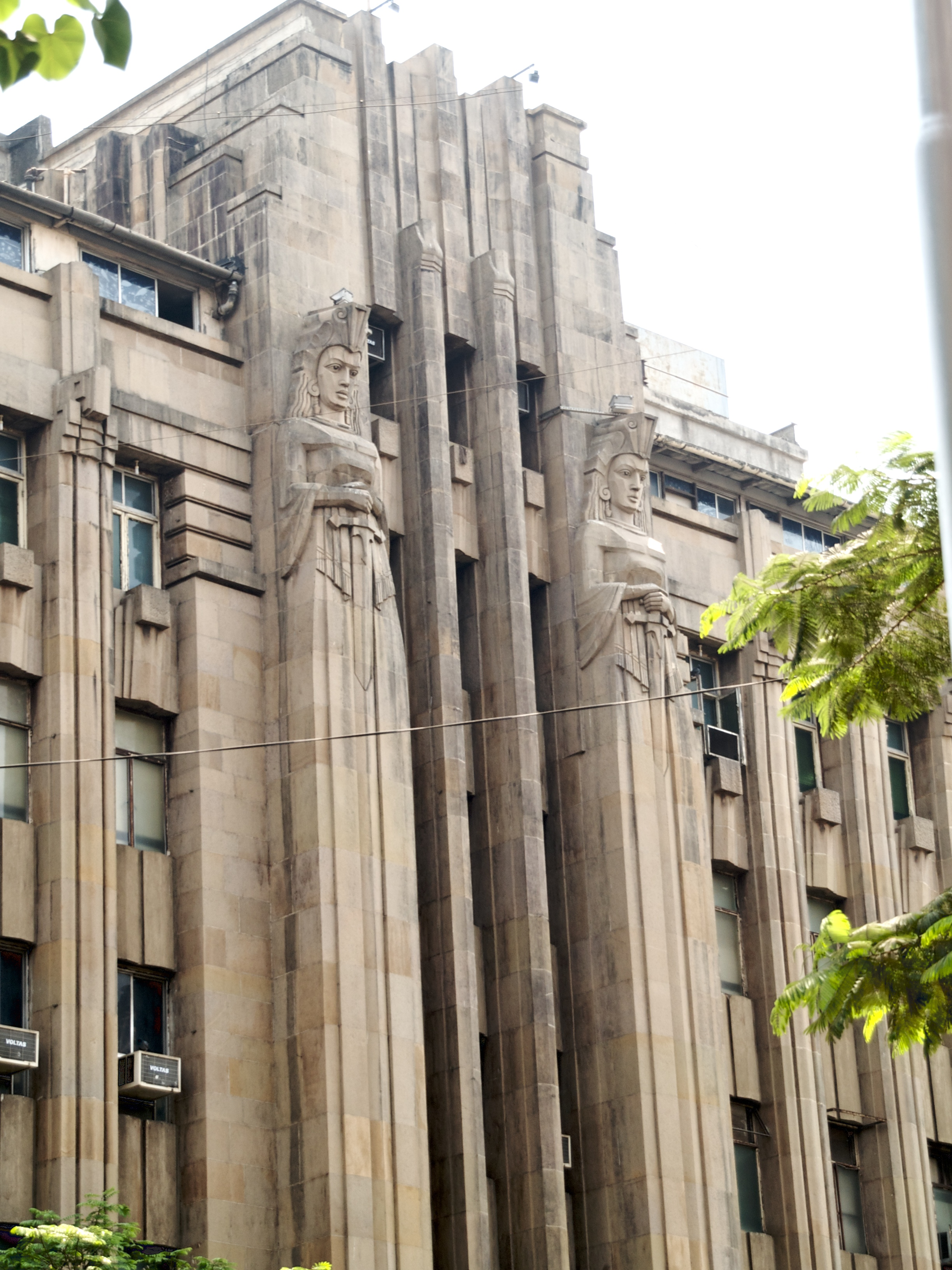
New India Assurance Building (Art Deco, 1936)
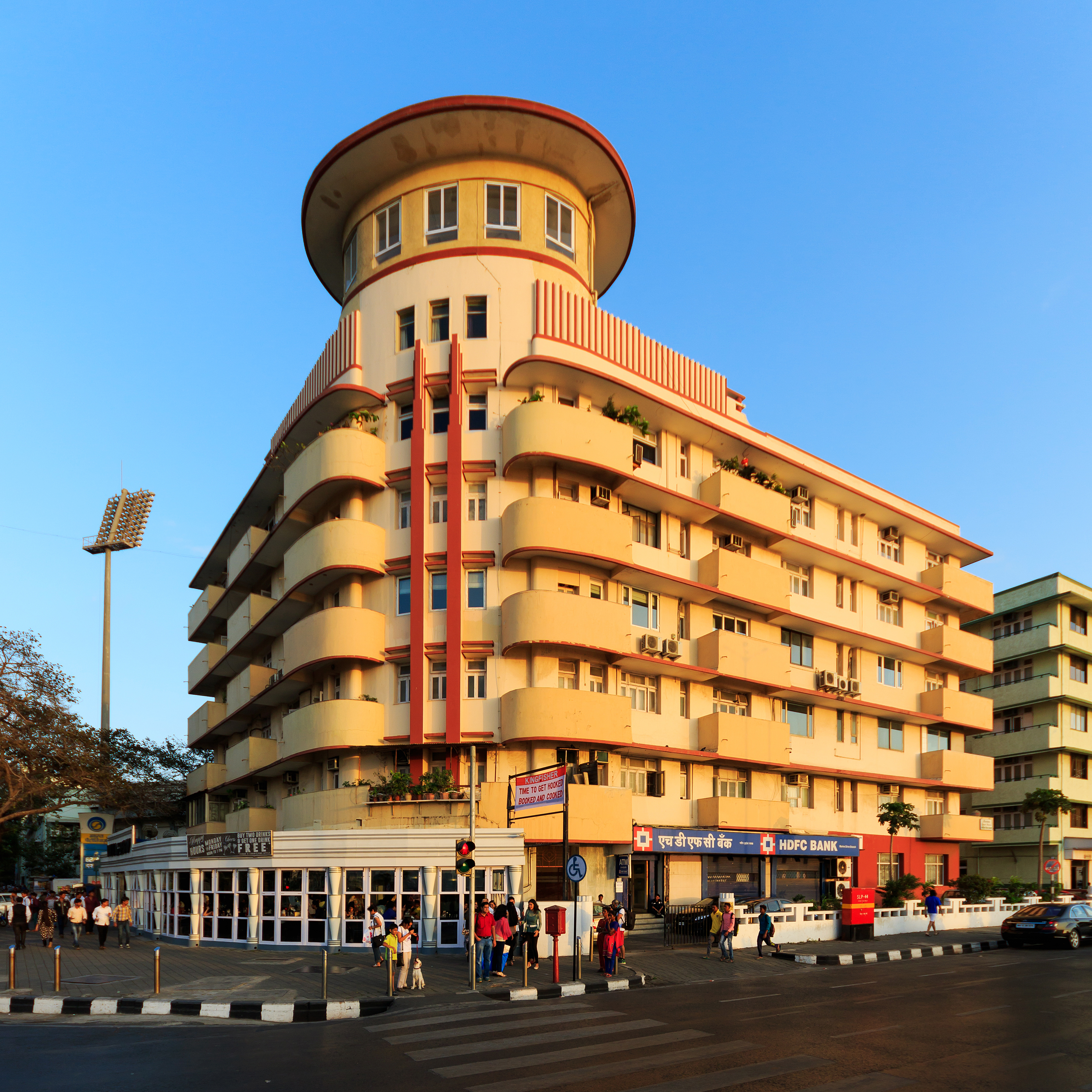
Bytový dům na Marine Drive (Art Déeco)
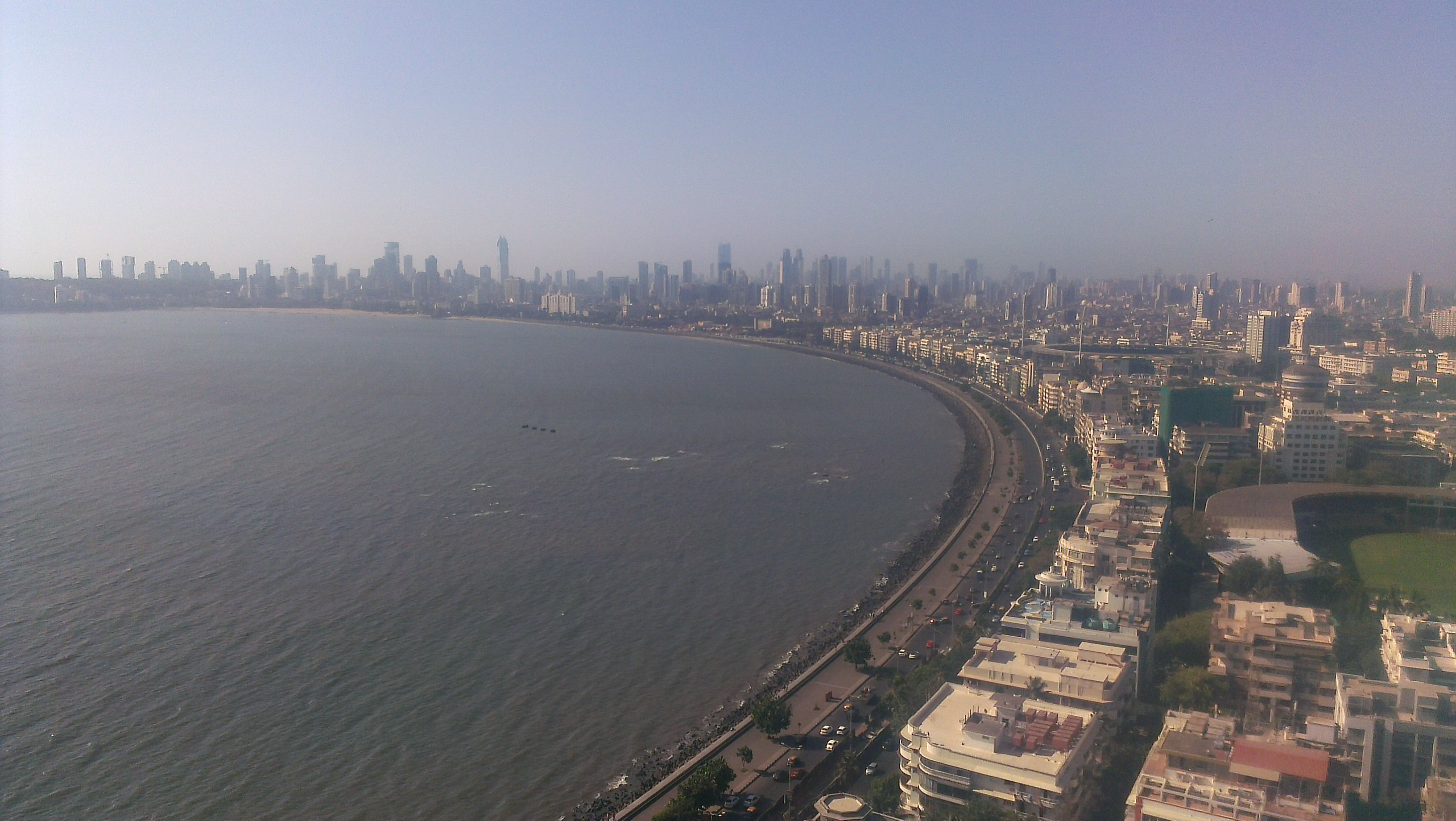
Marine Drive s bytovými domy v Art Deco
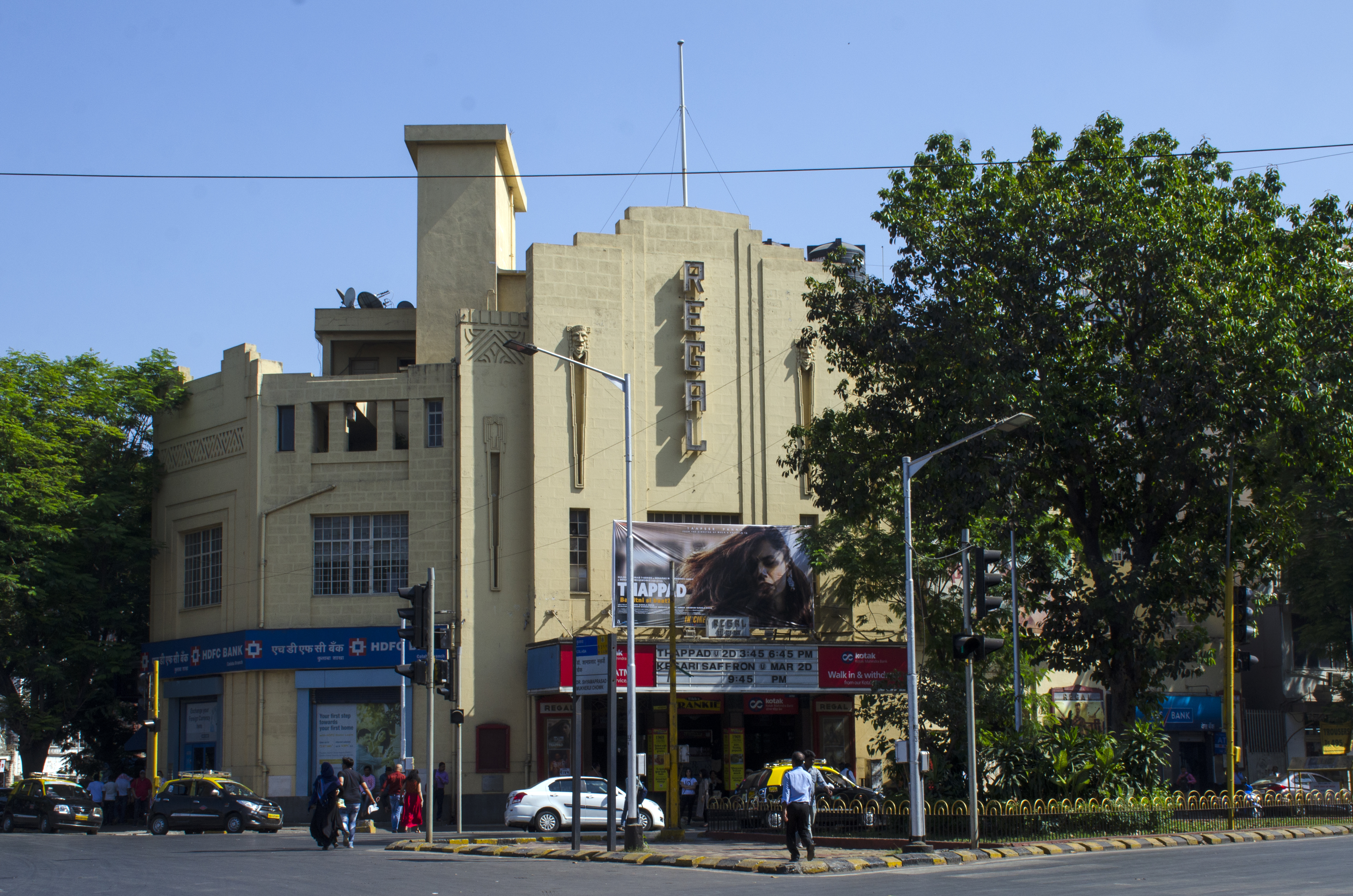
Regal Cinema